# Palazzo Barbaran Da Porto
A Palazzo Barbaran Da Porto egyike azoknak a Vicenzában álló palotáknak, amely mint Vicenza városa és Veneto tartomány Palladio által tervezett villáinak egyike, szerepel a világörökség listáján. 
A pazar lakóhelyet 1570 és 1575 között építették a vicenzai nemes, Montano Barbarano részére kizárólag városi palotának, s ez Andrea Palladiónak teljes mértékben sikerült. Legalább három különböző kézirat maradt hátra, amelyet Londonban őriznek, mind alternatív elképzelések az épület terveire, összességében meglehetősen különböznek a valóságostól, és tanúsítják a komplex tervezési folyamatot.
Barbarano azt kérte Palladiótól, hogy családjának az új palota területén álló házait vegye figyelembe a tervezésnél. Ezenfelül amikor már véglegesítették a tervet, Barbarano megvásárolta szomszédos telket is, és ez a bejárati portál aránytalan helyzetét eredményezte. Mindenesetre, a helyszín által meghatározott kényszerek bátor, kifinomult és előkelő megoldásokra sarkallták Palladiót, s a  különféle, régebben meglevő szerkezeteket szerkezet-átalakítással összeolvasztotta egy egységes épületbe. A földszinten egy felséges, négy oszlopos átrium kovácsolja egybe a két régebben meglevő házat. 
A tervezés folyamán Palladio két nagy problémával találta szemben magát: egy statikaival, hogyan lehetne a főemelet nagy termének padlóját megtámasztani; és egy kompozíciós problémával, hogyan hozza létre a belső rész szimmetrikus felosztását a régebben álló házak falainak felhasználásával.  A római Marcellus-színház modelljéből kiindulva, Palladio mindkét kihívásnak sikerrel megfelelt. A palota belső díszítésének munkálataiban a kor legjelentősebb művészei vettek részt: Battista Zelotti (aki már dolgozott Palladio másik épületében, a  Villa Emóban is) Anselmo Canera és Andrea Vicentino; Lorenzo Rubinira bízták a stukkókat, majd halála után fia, Agostino folytatta munkáját.
Az eredmény egy olyan palota lett, amely bátran felvehette a verseny Palladio más épületeivel, és képviselte tulajdonosát, mint a vicenzai művelt, előkelő társaság kiemelkedő tagját. 1591-ben Vicenza történelméről írt munkájában Iacopo Marzari úgy mutatja be Montano Barbaranót, mint „irodalmárt és kiváló zenészt”. A palotta élénk zenei életéről árulkodik, hogy az 1592-ben kelt leltárban különböző fúvós hangszereket sorolnak fel. Ma az épületben kap otthont az Andrea Palladio Nemzetközi Építészeti Központ. 

## Külső hivatkozások
- Andrea Palladio Nemzetközi Építészeti Központ
- cisapalladio.org (olasz)